# Молбай-Узень
Молбай-Узень (крим. Molbay Özen, Молбай Озен) — маловодна річка в Україні у Білогірському районі Автономної Республіки Крим, на Кримському півострові. Ліва притока річки Тана-Су (басейн Азовського моря).

## Опис
Довжина річки 9 км, площа басейну водозбору 42 км², найкоротша відстань між витоком і гирлом — 8,07 км, коефіцієнт звивистості річки — 1,12. Формується багатьма безіменними струмками та загатами.

## Розташування
Бере початок на північно-східній околиці села Пчолине (до 1945 року — Куртлук, крим. Qurtluq, рос. Пчелиное) та на південно-західних схилах гори Карт-Кая (666 м). Тече переважно на північний схід через територію колишнього села Свободне (до 1945 р. Молба́й; рос. Свободное, крим. Molbay, Молбай). Далі тече поміж горами Койбакк (543, 2 м) та Медієм (557,0 м). У селі Голованівка (до 1945 року — Баши, крим. Başı, рос. Головановка)  впадає у річку Тана-Су, праву притоку Біюк-Карасу.

## Цікаві факти
- Біля витоку річки на південно-східній стороні на відстані приблизно 3,4 км розташована печера Бездонний Колодязь[3].